# Джон Отто
Джон Отто (англ. John Otto, 22 березня 1977, Джексонвілл) — американський музикант, відомий як ударник та один із засновників ню-метал-гурту Limp Bizkit.

## Біографія
До того як приєднатися до Limp Bizkit, Джон вчився грати на барабанах у Школі Мистецтв Дугласа Андерсона і вже встиг взяти участь у деяких місцевих рок-групах. До групи Джона покликав його кузен Сем Ріверс, який до того часу вже співпрацював з Фредом Дерстом.
Після успішної кар'єри, в листопаді 2004 року, почали поширюватися чутки про відхід Джона з групи. Чутки почали поширюватися через те, що на офіційному сайті групи перестали з'являтися фотографії та нова інформація про музиканта. Також стали з'являтися чутки про те що Джон Отто став ченцем. Вперше ці чутки спростував Фред Дерст заявивши, що Джон досі є учасником групи. Пізніше ці чутки були спростовані тим, що нові фотографії Джона Отто були поміщені на офіційний сайт.
Починаючи з 2009 року виступає з Limp Bizkit в турі присвяченому їх поверненню. Також записав з ними останній альбом Gold Cobra.
1 жовтня 2010 року Джон заявив, що працює над сольним альбомом, і виклав демо першої пісні, «Apocalypse», в свій MySpace. Також він допомагав у записі барабанів Рональду Варду, з групи Cold, для його сольного альбому The Killer and the Star.

## Стиль і вплив
Отто знавець у грі на барабанах з різними стилями починаючи від Бразильської і Афро-кубинської музики і закінчуючи бібопа і фанком.

## Дискографія

### У складі Limp Bizkit
- 1997 — Three Dollar Bill, Yall $
- 1999 — Significant Other
- 2000 — Chocolate Starfish and the Hotdog Flavored Water
- 2001 — New Old Songs (альбом реміксів)
- 2003 — Results May Vary
- 2005 — The Unquestionable Truth
- 2005 — Greatest Hitz (збірка)
- 2008 — Rock im Park 2001 (концертний альбом)
- 2011 — Gold Cobra